# Сицов
Сицов (пољ. Syców) град је у Пољској у Војводству доњошлеском. По подацима из 2012. године број становника у месту је био 10 452.

## Становништво
| 2012.  |
| ------ |
| 10 452 |